# Distrikt Huaral
Der Distrikt Huaral ist einer von 12 Distrikten der Provinz Huaral in der Region Lima in Peru. Auf einer Fläche von 640,76 km² Fläche lebten beim Zensus 2017 99.915 Menschen. Im Jahr 1993 lag die Einwohnerzahl bei 68.771, im Jahr 2007 bei 88.558. Der Distrikt wird zusammen mit der gleichnamigen Provinz von der Hauptstadt Huaral aus verwaltet.

## Geographische Lage
Huaral grenzt im Norden an die Provinz Huaura, im Osten an den Distrikt Huari, im Süden an die Distrikte Aucallama und Sumbilca sowie im Westen an den Distrikt Chancay.